# Roméo Sarfati
Pour les articles homonymes, voir Sarfati.
Roméo Sarfati (de son vrai nom David Sarfati), acteur français, né le 18 novembre 1970 à Paris au Faubourg-Montmartre.

## Biographie
Il participe au jeu des 
célibataires dans l'émission Tournez Manège sur TF1 
où il est choisi par les filles. 
En 1992, il fait une apparition dans Premiers Baisers, dans le rôle de Jean-Louis, le cousin de François, saison 1 épisode 36.
En 1992, il fait ses débuts à la télévision dans Une famille formidable, où il joue le rôle de Nicolas, le fils du célèbre couple Anny Duperey-Bernard Le Coq. Parallèlement, il obtient son premier rôle au cinéma dans Un vampire au paradis avec Brigitte Fossey et Bruno Crémer.
En 1996, il troque le plateau d' Une famille formidable pour celui de Sous le soleil et le rôle de Louis Lacroix. Il quitte momentanément la série en 1996, ce qui lui permet de retrouver le cinéma avec La Vérité si je mens ! de Thomas Gilou (en 1996), Réminiscence (en 1999) ou encore des courts-métrages comme Putain de journée et Rencontres.
Il jouera dans Sous le soleil entre 1996 et 2008, et dans les saisons 1, 2, 6, 7, 10 à 13; tout en étant invité dans la saison 5.
De 1992 à 2018, il est à l'affiche d'Une famille formidable sur TF1.
Il est papa en février 2007 d'un petit Noah et a un second fils en mars 2012.
En 2014, il se lance dans la musique en sortant deux singles aux sonorités rap "Le skalp" et "That's life" sous le pseudonyme LapAche.

## Filmographie

### Cinéma
- 1982 : Plus beau que moi tu meurs (le fils de Prosper)
- 1992 : Un vampire au paradis d'Abdelkrim Bahloul
- 1997 : La Vérité si je mens !
- 1999 : Le Domaine
- 2000 : L'Envol : skinhead
- 2002 : Blessures : Pierre
- 2009 : Mensch
- 2012 : Bienvenue aux Acteurs Anonymes : lui-même
- 2021 : Les Séparés : Le protagoniste

### Télévision
- 1992 : Premiers baisers (série télévisée) : Jean-Louis, cousin de François (Boris Haguenauer) Épisode 36 "La varicelle"
- 1992 - 2018 : Une famille formidable (série télévisée) : Nicolas Beaumont
- 1993 : Le Miel et les Abeilles (série télévisée) : Une des nouvelles abeilles de Lola
- 1995 : Extrême Limite (série télévisée)
- 1996 - 2008 : Sous le soleil (série télévisée) : Louis Lacroix
- 2008 : R.I.S Police scientifique (saison 3, épisode 8) : Franck Legrand
- 2009 : Revivre (série télévisée) : Maurice Azoulay
- 2018 : Balthazar de Frédéric Berthe : Marc Dubois